# Buyo, Coasta de Fildeș
Buyo este o comună din departamentul Buyo, regiunea Nawa, Coasta de Fildeș.